# Antinori (Adelsgeschlecht)

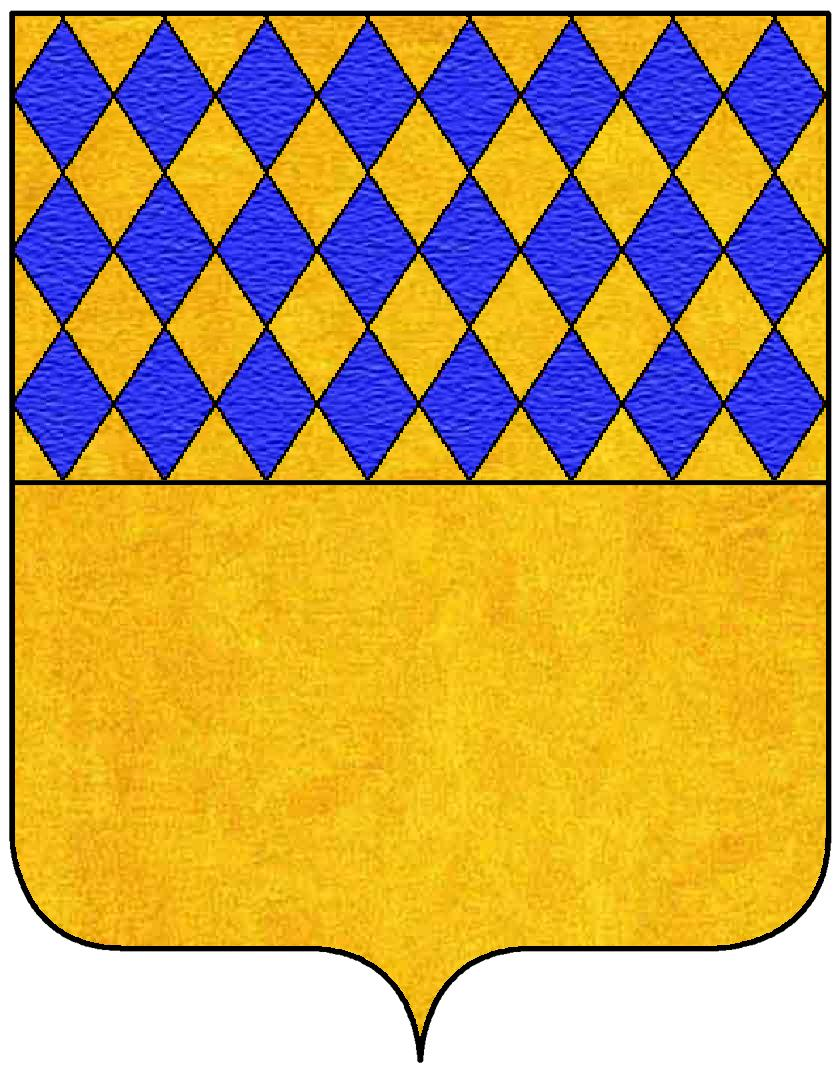
Wappen der Antinori. Im oberen Teil blaue Rauten auf goldenem Untergrund

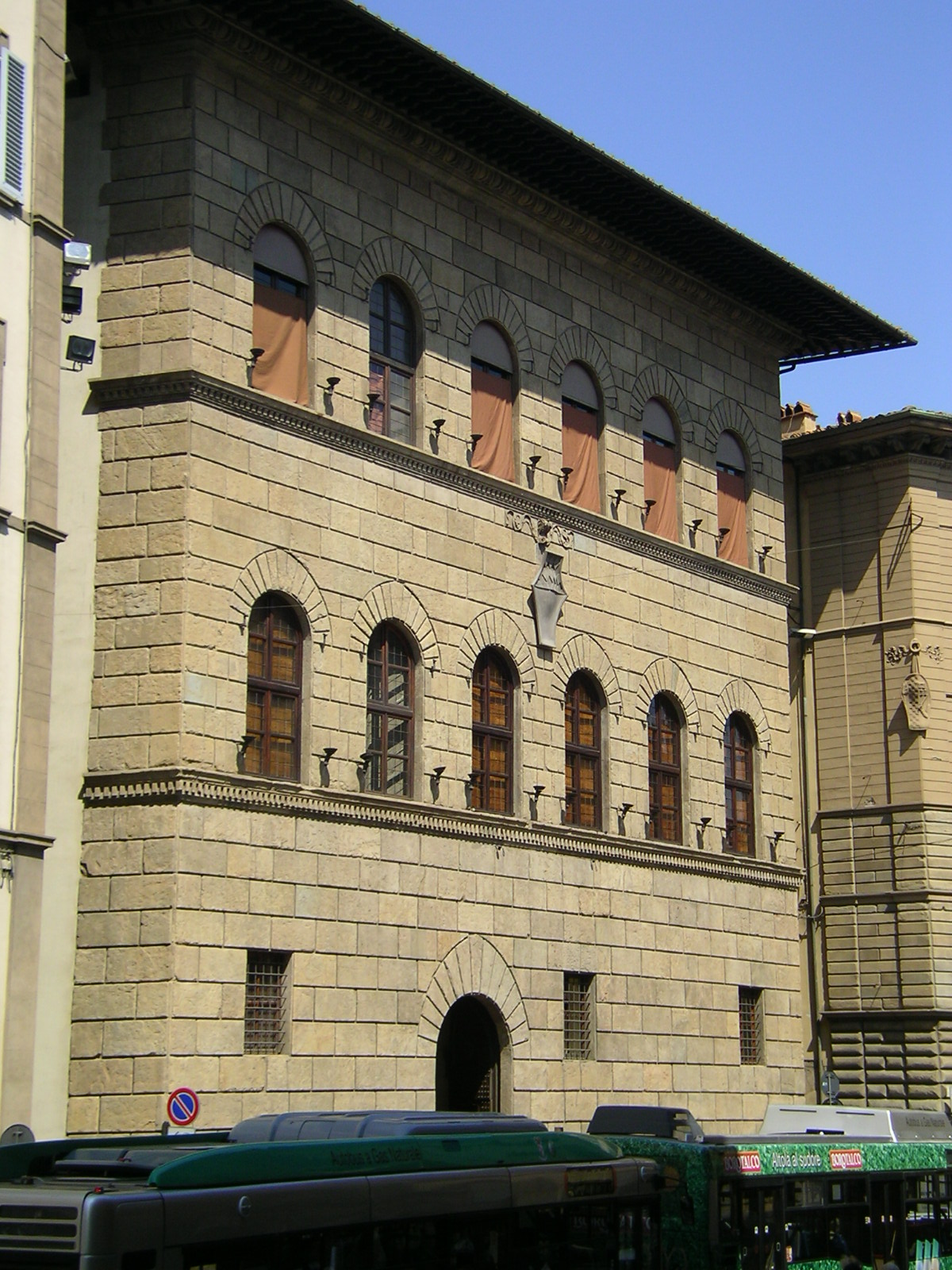
Palazzo Antinori

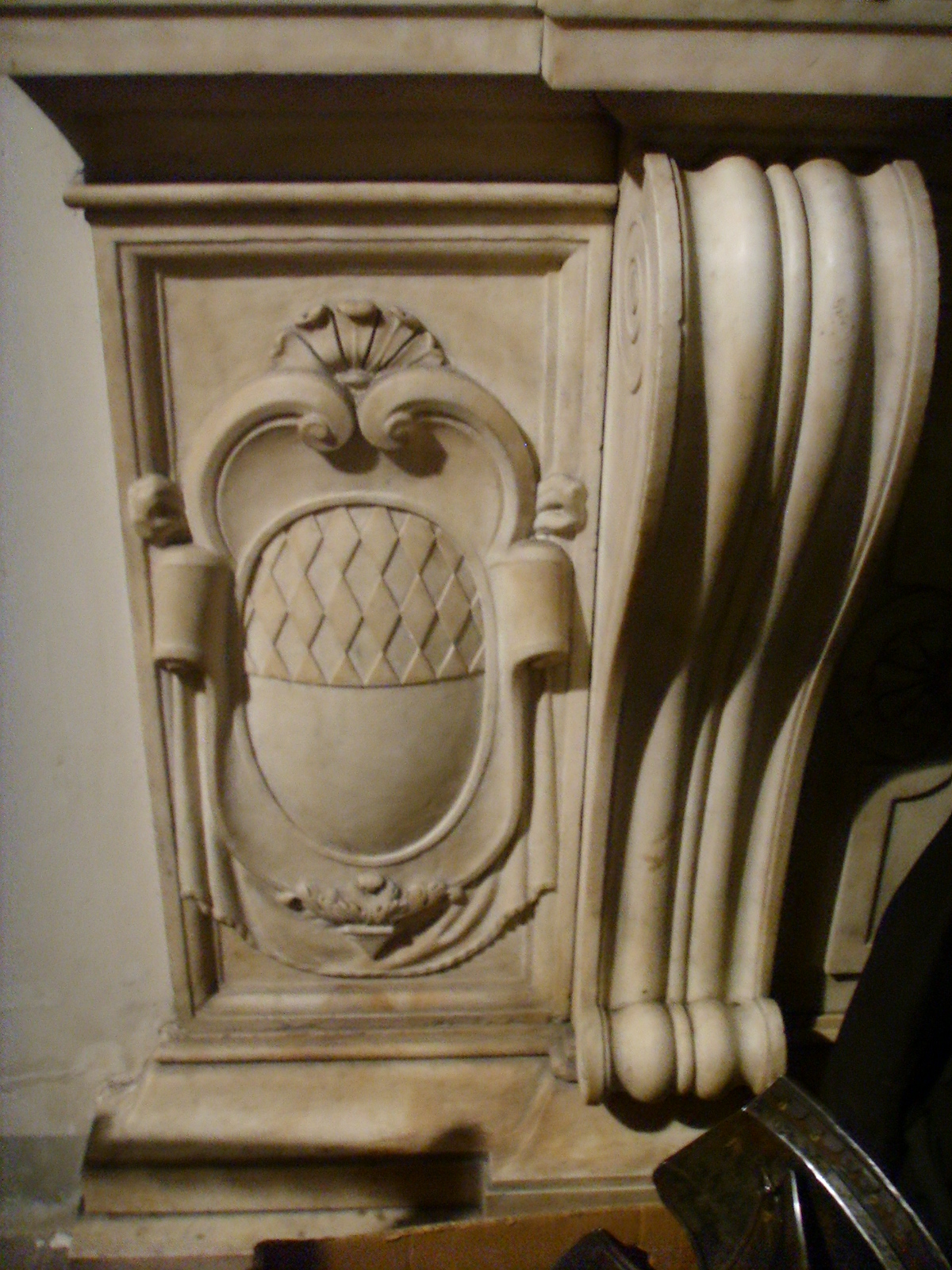
Wappen der Antinori, Cappella Antinori, San Gaetano (Florenz)

Die Antinori sind eine alte Patrizierfamilie aus Florenz. Im 18. Jahrhundert erhielten sie von den Großherzögen von Toskana (Haus Österreich-Toskana) den Titel Marchese (Markgraf), während ein neapolitanischer Zweig im 15. Jahrhundert das Herzogtum von Brindisi innehatte. Durch ihre Weinproduktion gehört die Familie heute zu den bekanntesten italienischen Adelsgeschlechtern.

## Familiengeschichte
Die Familie stammt ursprünglich aus Val di Sieve in der Mugello nördlich von Florenz, wo sie im Mittelalter einige Burgen besaß. Ein erster Beleg für den Weinbau durch Rinuccio Antinori auf Castello di Combiate stammt aus dem Jahr 1180. Während der Kriege zwischen den Ghibellinen und Guelfen gab es erhebliche Schäden in der Gegend. Im Jahr 1202 wurde Castello di Combiate zerstört und die Antinori beschlossen, nach Florenz zu gehen, wo die Familie seit mehr als hundert Jahren in der Landwirtschaft begütert war. Das erste bekannte Haus der Familie stand in der Via de Serragli.
Im Jahr 1285 können Filippo und Chiaro Antinori in der Handwerksrolle der Arte della Seta, der Seidenweber, nachgewiesen werden. Sie werden mit dem Erfolg der Florentiner Seide auf den Märkten in Zentraleuropa in Zusammenhang gebracht und hatten unter anderem in Brügge und Lyon Filialen. Zwischen 1336 und 1340, den wirtschaftlich wichtigsten Jahren für die Stadt Florenz, betrieben die Antinori damit ein Unternehmen, das eines der wichtigsten in Florenz war. Die Familienoberhäupter Lippo und Piero Antinori waren die führenden Köpfe des Unternehmens, das starke Erträge produzierte und dem es gelang, die tragische Kette von Fehlern zu vermeiden, die zur Schließung der Banken der Bardi und Peruzzi und in Folge von anderen Unternehmen führte. Gleichzeitig mit wirtschaftlichem Aufstieg wuchs auch die politische Bedeutung der Familie, immer bekannt für umsichtige Führung und gutes politisches Gespür. Mit dem Übergang der Macht von der republikanischen Struktur zum Großherzogtum bewahrte sich die Familie weiterhin gute Beziehungen zu allen Mitgliedern der herrschenden Klasse, die in den Antinori einige der aktivsten Förderer sah. Im Jahr 1385 trat Giovanni di Pietro Antinori der Weinhändlerzunft von Florenz, der 1293 gegründeten Corporazione dei Vinattieri, bei.
Im 15. Jahrhundert zog ein Zweig der Familie aus der Linie Antonio di Giovanni Antinori nach Neapel. Hier erwarb er sich den Respekt des Königs und erhielt das Herzogtum Brindisi.
Inzwischen bauten die beiden Brüder Antonio und Bernardo Thomas Antinori ihren politischen Erfolg in Florenz aus. Der Enkel Bernardos, Niccolò Antinori, kaufte im Jahr 1506 das Herrenhaus der Martelli-Familie, den heutigen Palazzo Antinori. Das von Giuliano da Maiano und Baccio d’Agnolo errichtete Gebäude war das äußere Zeichen des Wohlstands der Familie und wird immer noch von Antinori bewohnt.
Während der Zeit der Regierung des Hauses Habsburg-Lothringen, in der zweiten Hälfte des 18. Jahrhunderts, erhielten die Antinori den Titel eines „Marchese“, was ihre Aufnahme in die kleine Anzahl wichtiger Florentiner Familien und eine weitere Steigerung der Bedeutung im politischen Leben von Florenz bedeutete.
Heute beschränken sich die Interessen der Familie, die dem Kreis der Primum Familiae Vini angehört, vor allem auf die Weinproduktion, die höchstes internationales Niveau erreicht. Das traditionsreiche Familienunternehmen Marchesi Antinori führen Piero Antinori und seine Töchter Alessia, Albiera und Allegra.

## Persönlichkeiten des Hauses Antinori
- Ludovico Antinori, Erzbischof von Pisa, wurde von Papst Pius IV. ausgewählt um Kardinal Giovanni Morone, den Präsidenten des Konzils von Trient zu unterstützen, und dann die Ergebnisse des Konzils in Frankreich am Hof von Caterina de’ Medici zu verbreiten
- Antonio Antinori war Kämmerer von Vittoria della Rovere und später ihres Sohnes Großherzog Cosimo III. de’ Medici gegen Ende des siebzehnten Jahrhunderts
- Vincenzo Antinori war ein Wissenschaftler und Mathematiker, Direktor des Museums der Sternwarte im 19. Jahrhundert, später am Museum für Physik und Naturgeschichte